# Marea Panonică

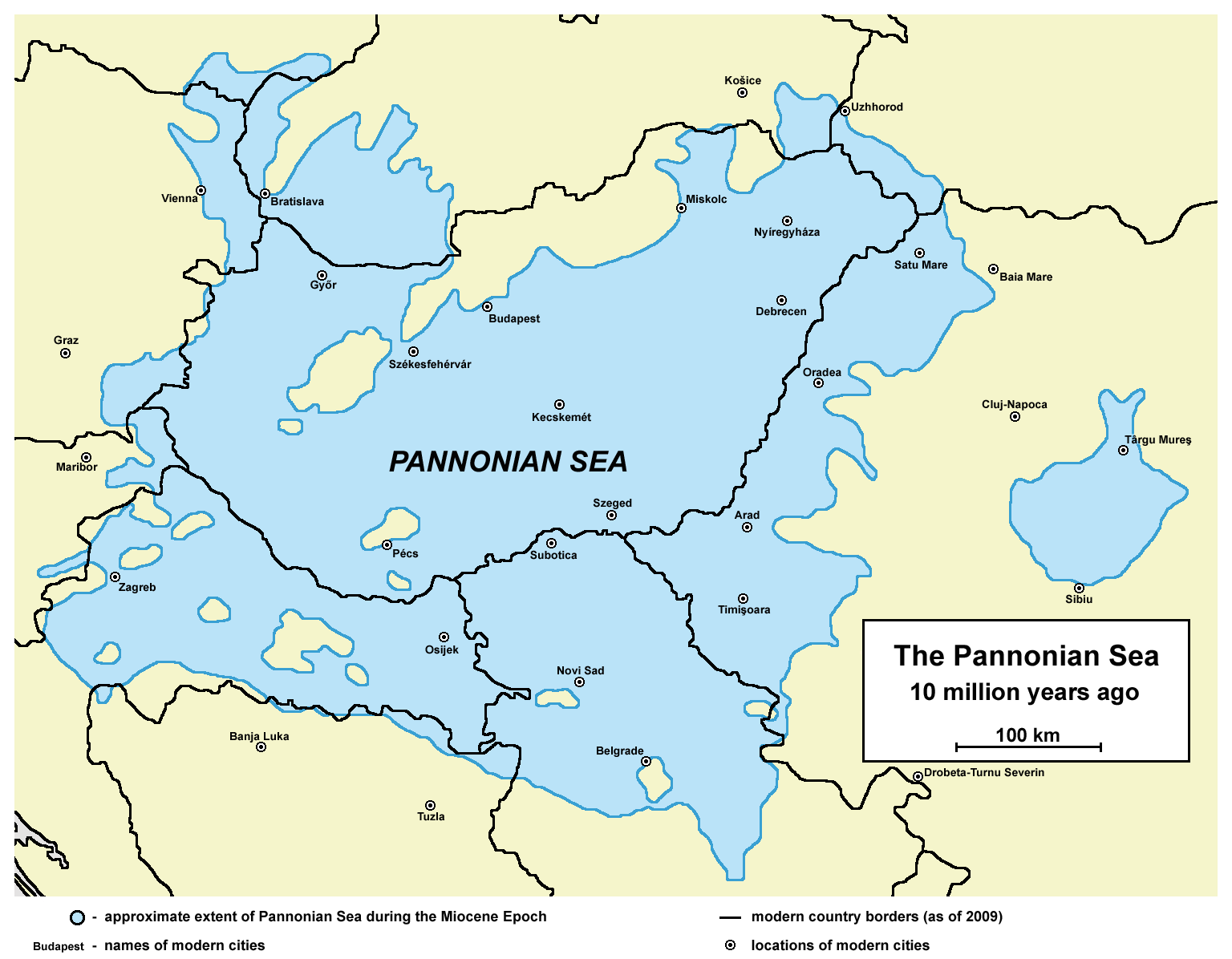
Mărimea aproximativă a Mării Panonice în timpul Epocii Miocenului. Granițele și așezările actuale sunt suprapuse pentru referință.

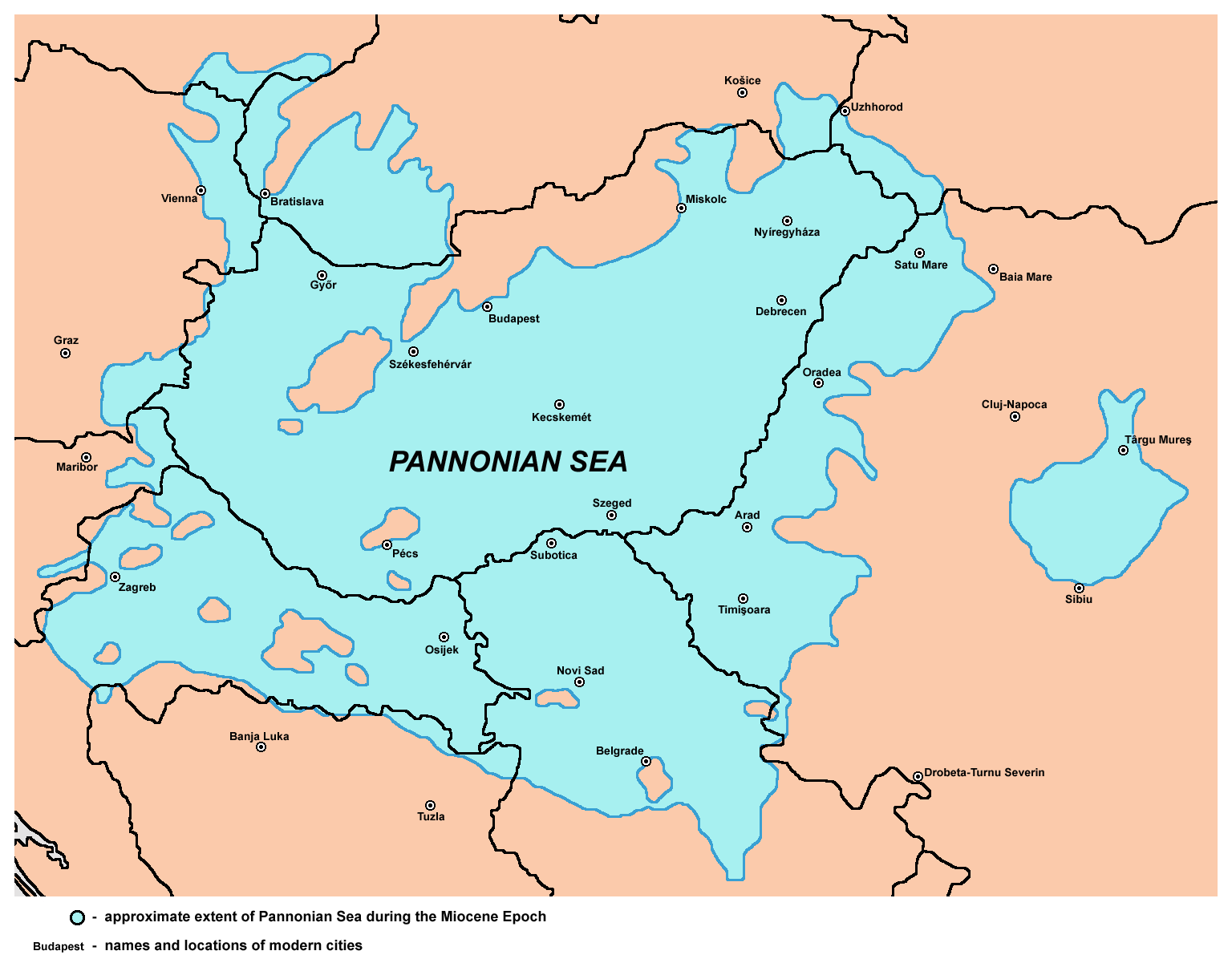
Harta detaliată a Mării Panonice în timpul Epocii Miocenului.

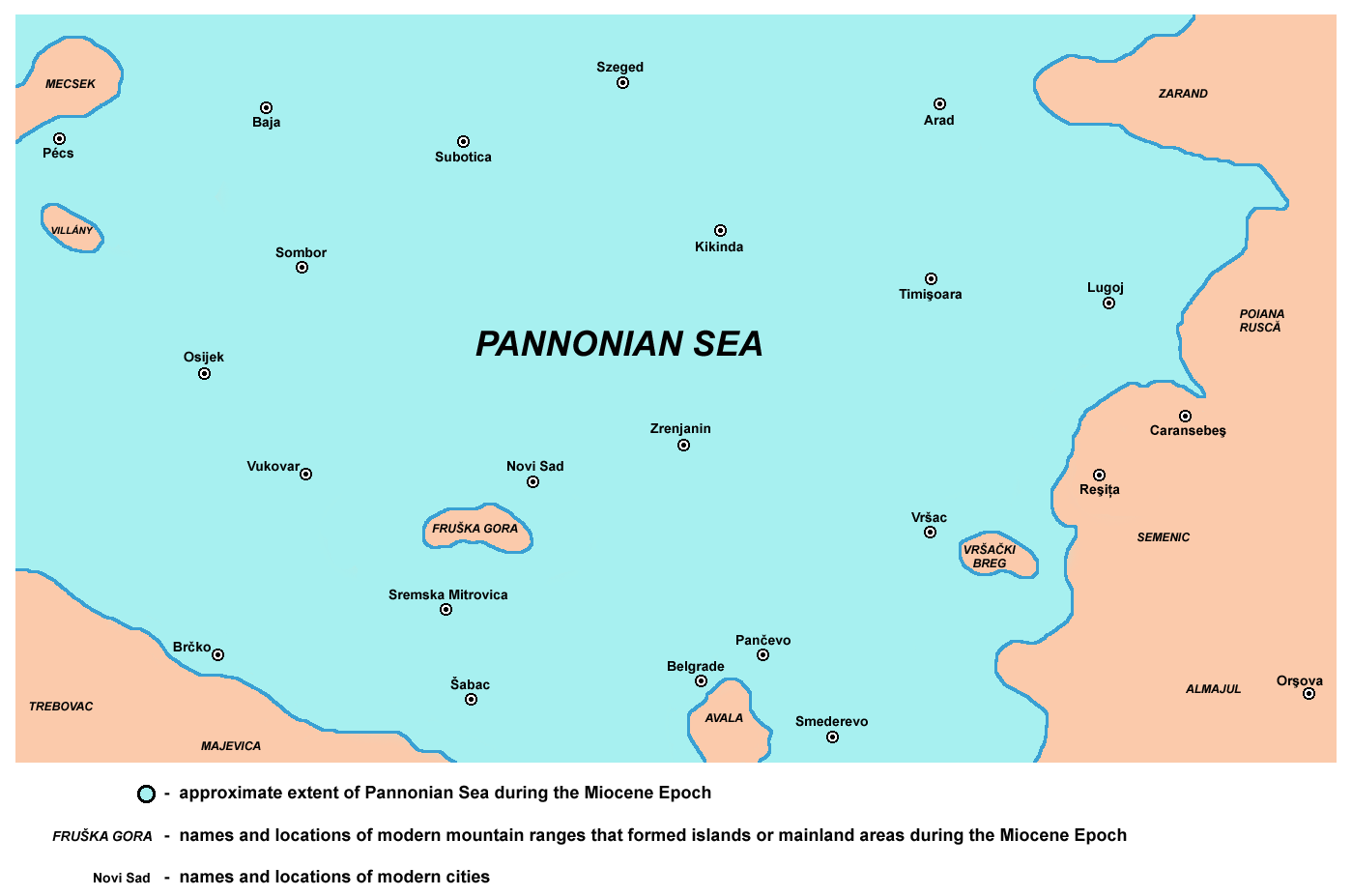
Harta detaliată a părții de sud-est a Mării Panonice în timpul Epocii Miocenului.

Marea Panonică a fost o mare antică interioară, unde se află în prezent Bazinul Panonic din Europa Centrală. Marea Panonică a existat în perioadele Miocenului și Pliocenului, în aceea perioadă s-au depus sedimente marine la 3–4 kilometri (1,9–2,5 mi) adâncime în Bazinul Panonic. 

## Istorie
Marea Panonică, în cea mai mare parte a istoriei sale, a făcut parte din Marea Sarmatică. O ascensiune în Miocen a Munților Carpați a izolat marea de restul mării Sarmatice (acum aproximativ 10 milioane de ani). 
În prima fază istorică, Marea Panonică a avut o legătură occidentală cu Marea Mediterană prin teritoriile Mării Ligurice moderne, Bavaria și Bazinul Vienei. Prin Strâmtoarea Đerdap (Porțile de Fier), Marea Panonică a fost legată de Marea Sarmatică în Bazinul Dacico-Pontic. Marea Panonică a fost, de asemenea, atașată de Marea Egee, prin Valea Preševo modernă. 
Datorită istoriei sale diverse, salinitatea mării s-a schimbat adesea. Scăderea salinității a dus la o faună endemică. 
Marea Panonică a existat aproximativ 9 milioane de ani. În cele din urmă, marea și-a pierdut legătura cu Marea Sarmatică și a devenit un lac permanent (Lacul Panonic). Ultima sa rămășiță, lacul slavon, s-a uscat în epoca pleistocenului. Resturile fostelor insule din Marea Panonică sunt munții moderni ai insulei Panonice (Mecsek, Papuk, Psunj, Krndija, Dilj, Fruška Gora, Povlen și Munții Vršac).